# Gudamaqarie
Gudamaqarie, nebo Gudamakarie (gruzínsky გუდამაყარი, Gudamaqari) je malý gruzínský historický region, který se nacházel v severovýchodní Gruzii na jižním svahu Velkého Kavkazu podél toku řeky Aragvi. Gudamaqarie těsně sousedila s dalšími historickými regiony: s Mtiuletií na západě, s Chevi na severu a s Chevsuretií a Pšavi na východě a jihu. Gudamaqarie je někdy považována za součást Mtiuletie. Dnes je tato oblast součástí regionu Mccheta-Mtianetie.
V Gudamaqarii žilo malé etnikum Gudamaqrelebi (გუდამაყრელები), o kterém se středověcí gruzínští kronikáři (např. Leonti Mroveli) zmínili až v 11. století v souvislosti s přijetím křesťanské víry od sv. Niny ve 4. století.
V moderních dějinách sehrála tato historická oblast významnou roli, když přes ní byla v 19. století ruskou armádou postavena Gruzínská vojenská cesta.